# Lätt flugvikt i boxning vid olympiska sommarspelen 1980
Resultat från boxning vid olympiska sommarspelen 1980 och herrarnas lätta flugvikt. De 22 boxarna vägde under 48 kg. Tävlingarna arrangerades i Indoor Stadium of the Olympiski Sports Complex i Moskva.

## Medaljörer
| Klass         | Guld                           | Silver                | Brons                       |
| Lätt flugvikt | Shamil Sabirov · Sovjetunionen | Hipólito Ramos · Kuba | Ismail Mustafov · Bulgarien |
| Lätt flugvikt | Shamil Sabirov · Sovjetunionen | Hipólito Ramos · Kuba | Lee Byong-Uk · Nordkorea    |

## Resultat

### Första rundan
| Vinnare                   | Resultat      | Förlorare                    |
| Första rundan             | Första rundan | Första rundan                |
| ------------------------- | ------------- | ---------------------------- |
| Dietmar Geilich (GDR)     | 3-2           | Thapa Birender Singh (IND)   |
| Pedro Manuel Nieves (VEN) | RSC-1         | Singkham Phongprathith (LAO) |
| Antti Juntumaa (FIN)      | KO-1          | Beruk Asfaw (ETH)            |
| Dumitru Şchiopu (ROU)     | KO-2          | Adel Hammoude (SYR)          |
| Li Byong-Uk (PRK)         | 3-2           | Henryk Pielesiak (POL)       |
| Gilberto Sosa (MEX)       | 4-1           | Vandui Bayasgalan (MGL)      |

### Andra rundan
| Vinnare               | Resultat     | Förlorare                 |
| Andra rundan          | Andra rundan | Andra rundan              |
| --------------------- | ------------ | ------------------------- |
| Hipolito Ramos (CUB)  | 5-0          | Farid Salman Mahdi (IRQ)  |
| György Gedó (HUN)     | RSC-1        | Charles Lubulwa (UGA)     |
| Ismail Mustafov (BUL) | 5-0          | Gerard Hawkins (GBR)      |
| Ahmed Siad (ALG)      | 5-0          | Lincoln Salcedo (ECU)     |
| Shamil Sabirov (URS)  | 5-0          | João Manuel Miguel (POR)  |
| Dietmar Geilich (GDR) | 5-0          | Pedro Manuel Nieves (VEN) |
| Dumitru Şchiopu (ROU) | 4-1          | Antti Juntumaa (FIN)      |
| Li Byong-Uk (PRK)     | 3-2          | Gilberto Sosa (MEX)       |

### Tredje rundan
| Vinnare               | Resultat      | Förlorare                 |
| Tredje rundan         | Tredje rundan | Tredje rundan             |
| --------------------- | ------------- | ------------------------- |
| Hipolito Ramos (CUB)  | 5-0           | Farid Salman Mahdi (IRQ)  |
| György Gedó (HUN)     | RSC-1         | Charles Lubulwa (UGA)     |
| Ismail Mustafov (BUL) | 5-0           | Gerard Hawkins (GBR)      |
| Ahmed Siad (ALG)      | 5-0           | Lincoln Salcedo (ECU)     |
| Shamil Sabirov (URS)  | 5-0           | João Manuel Miguel (POR)  |
| Dietmar Geilich (GDR) | 5-0           | Pedro Manuel Nieves (VEN) |
| Dumitru Şchiopu (ROU) | 4-1           | Antti Juntumaa (FIN)      |
| Li Byong-Uk (PRK)     | 3-2           | Gilberto Sosa (MEX)       |

### Kvartsfinaler
| Vinnare               | Resultat      | Förlorare             |
| Kvartsfinaler         | Kvartsfinaler | Kvartsfinaler         |
| --------------------- | ------------- | --------------------- |
| Hipolito Ramos (CUB)  | 5-0           | György Gedó (HUN)     |
| Ismail Mustafov (BUL) | 5-0           | Ahmed Siad (ALG)      |
| Shamil Sabirov (URS)  | 4-1           | Dietmar Geilich (GDR) |
| Li Byong-Uk (PRK)     | 4-1           | Dumitru Şchiopu (ROU) |

### Semifinaler
| Vinnare              | Resultat    | Förlorare             |
| Semifinaler          | Semifinaler | Semifinaler           |
| -------------------- | ----------- | --------------------- |
| Hipolito Ramos (CUB) | 4-1         | Ismail Mustafov (BUL) |
| Shamil Sabirov (URS) | 5-0         | Li Byong-Uk (PRK)     |

### Final
| Vinnare              | Resultat | Förlorare            |
| Final                | Final    | Final                |
| -------------------- | -------- | -------------------- |
| Shamil Sabirov (URS) | 3-2      | Hipolito Ramos (CUB) |